# Mongolicosa pseudoferruginea
Espèce
Synonymes
- Pardosa pseudoferruginea Schenkel, 1936
- Acantholycosa triangulata Yu & Song, 1988

Mongolicosa pseudoferruginea est une espèce d'araignées aranéomorphes de la famille des Lycosidae.

## Distribution
Cette espèce est endémique du Xinjiang en Chine,.

## Description
La carapace de la femelle décrite par Marusik, Azarkina et Koponen en 2004 mesure 4,25 mm de long sur 3,50 mm de large.

## Publication originale
- Schenkel, 1936 : Schwedisch-chinesische wissenschaftliche Expedition nach den nordwestlichen Provinzen Chinas, unter Leitung von Dr Sven Hedin und Prof. Sü Ping-chang. Araneae gesammelt vom schwedischen Artz der Exped. Arkiv för zoologi, vol. 29, no A1, p. 1-314.